# Liste der Kulturgüter in Milvignes
Die Liste der Kulturgüter in Milvignes enthält alle Objekte in der Gemeinde Milvignes im Kanton Neuenburg, die gemäss der Haager Konvention zum Schutz von Kulturgut bei bewaffneten Konflikten, dem Bundesgesetz vom 20. Juni 2014 über den Schutz der Kulturgüter bei bewaffneten Konflikten sowie der Verordnung vom 29. Oktober 2014 über den Schutz der Kulturgüter bei bewaffneten Konflikten unter Schutz stehen.
Objekte der Kategorien A und B sind vollständig in der Liste enthalten, Objekte der Kategorie C fehlen zurzeit (Stand: 1. Januar 2023).

## Kulturgüter
| Foto | | Objekt | Kat. | Typ | Standort                                                    | Beschreibung                                                        |
| ---- | --- | --- | ---- | --- | ----------------------------------------------------------- | ------------------------------------------------------------------- |
| ja   | Datei hochladen · Wikidata zu Schloss Auvernier (Q4827245)                                            | Schloss Auvernier / Château d’Auvernier KGS-Nr.: 03929                                                                       | A    | G   | Auvernier, Place des Epancheurs 4-6 557239 / 202785         |                                                                     |
| ja   | Datei hochladen · Wikidata zu Schloss Colombier (Q5148001)                                            | Schloss Colombier / Château de Colombier KGS-Nr.: 03986                                                                      | A    | G   | Colombier, Rue du Château 1 556200 / 201842                 |                                                                     |
| ja   | Datei hochladen · Wikidata zu Herrenhaus Bied mit seinem Garten (Q109120914)                          | Herrenhaus Le Bied mit Garten / Maison de maître du Bied et jardin KGS-Nr.: 03987                                            | A    | G   | Colombier, Allée du Bied 48 556939 / 200917                 |                                                                     |
| ja   | Datei hochladen · Wikidata zu Domäne Vaudijon (Q29523134)                                             | Domaine de Vaudijon KGS-Nr.: 03988                                                                                           | A    | G   | Colombier, Route de Notre-Dame 30, 30a 555894 / 201183      |                                                                     |
| ja   | Datei hochladen · Wikidata zu Manoir Le Pontet (Q109125126)                                           | Manoir Le Pontet / Herrenhaus Le Pontet KGS-Nr.: 03989                                                                       | A    | G   | Colombier, Chemin du Pontet 2 556094 / 202003               |                                                                     |
| ja   | Datei hochladen                                                                                       | Arsenal KGS-Nr.: 09091 | A    | G   | Colombier, Route de l’Arsenal 2 556146 / 201800             |                                                                     |
| ja   | Datei hochladen · Wikidata zu La Saunerie, Teil des UNESCO-Weltkulturerbes "Pfahlbauten" (Q29523084)  | La Saunerie, jungsteinzeitliche Seeufersiedlung / La Saunerie, site lacustre néolithique KGS-Nr.: 09624                      | A    | F   | Auvernier 557100 / 202600                                   | Teil des UNESCO-Welterbes «Prähistorische Pfahlbauten um die Alpen» |
| ja   | Datei hochladen · Wikidata zu Les Graviers, Teil des UNESCO-Weltkulturerbes "Pfahlbauten" (Q29523096) | Les Graviers, jungsteinzeitliche Seeufersiedlung / Les Graviers, stations laucstres néolithiques KGS-Nr.: 09625              | A    | F   | Colombier 556800 / 202550                                   | Teil des UNESCO-Welterbes «Prähistorische Pfahlbauten um die Alpen» |
| BW   | Datei hochladen · Wikidata zu Château, römische Villa, mittelalterliche Festungsanlagen (Q29523126)   | Château, römische Villa, mittelalterliche Festungsanlagen / Château, villa romaine, fortifications médiévales KGS-Nr.: 09628 | A    | F   | Colombier, Le Château 556201 / 201844                       |                                                                     |
| ja   | Datei hochladen · Wikidata zu Pfarrhaus (Q29785991)                                                   | Pfarrhaus / Cure KGS-Nr.: 03931                                                                                              | B    | G   | Auvernier, Rue des Épancheurs 40 557319 / 202840            |                                                                     |
| ja   | Datei hochladen · Wikidata zu Haus (Q29785993)                                                        | Haus / Maison KGS-Nr.: 03932                                                                                                 | B    | G   | Auvernier, Rue de la Bâla 6 557247 / 202716                 |                                                                     |
| ja   | Datei hochladen · Wikidata zu Solothurnerhaus (Q29785996)                                             | Solothurnerhaus / Maison de Soleure KGS-Nr.: 03933                                                                           | B    | G   | Auvernier, La Roche 1 / Rue de la Pacotte 2 557233 / 203117 |                                                                     |
| ja   | Datei hochladen · Wikidata zu Reformierte Kirche (Q29786000)                                          | Reformierte Kirche / Temple KGS-Nr.: 03934                                                                                   | B    | G   | Auvernier, Chemin des Rochettes 2 557269 / 203110           |                                                                     |
| ja   | Datei hochladen · Wikidata zu Reformierte Kirche (Q16101733)                                          | Reformierte Kirche / Temple KGS-Nr.: 03991                                                                                   | B    | G   | Colombier, Rue du Château 3a 556143 / 201889                |                                                                     |
| BW   | Datei hochladen · Wikidata zu Pumpbrunnen von Bugnon (Q29785998)                                      | Brunnen / Puits KGS-Nr.: 11861                                                                                               | B    | K   | Auvernier, Place des Épancheurs 557261 / 202761             |                                                                     |
| ja   | Datei hochladen · Wikidata zu Maison carrée (Q29785994)                                               | Viereckhaus / Maison carrée KGS-Nr.: 11862                                                                                   | B    | G   | Auvernier, Grand’Rue 33 557364 / 202971                     |                                                                     |
| ja   | Datei hochladen · Wikidata zu Collège des Vernes (Q29785988)                                          | Collège des Vernes KGS-Nr.: 11867                                                                                            | B    | G   | Colombier, Rue du Sentier 15a 555649 / 202071               |                                                                     |
| ja   | Datei hochladen · Wikidata zu Reformierte Kirche (Q29786002)                                          | Reformierte Kirche / Temple KGS-Nr.: 13021                                                                                   | B    | G   | Bôle, Rue du Temple 26a 554436 / 201846                     |                                                                     |
| BW   | Datei hochladen · Wikidata zu Fondation Maison Borel (Q131534572)                                     | Fondation Maison Borel KGS-Nr.: 16449                                                                                        | B    | G   | Auvernier, Rue de la Bâla 1 557281 / 202718                 |                                                                     |
| BW   | Datei hochladen · Wikidata zu Schulzentrum Colombier und Umgebung (Q131534627)                        | Schulzentrum Colombier und Umgebung / Centre scolaire de Colombier et environs KGS-Nr.: 16450                                | B    | G   | Colombier, Avenue de Longueville 11 556237 / 201452         |                                                                     |
| BW   | Datei hochladen · Wikidata zu Rebbergpavillon Les Bugnons (Q131534676)                                | Rebbergpavillon Les Bugnons / Pavillon de vigne des Bugnons KGS-Nr.: 16451                                                   | B    | G   | Colombier, Chemin de la Bouilleresse 1.1 555610 / 201084    |                                                                     |